# 1876 год в истории железнодорожного транспорта

## События
- 1 января — в Англии Bristol and Exeter Railway объединились с Great Western Railway.
- 20 сентября открыта Привислинская железная дорога, линия Млава — Варшава — Люблин — Ковель.
- В Китае проложена первая железнодорожная линия Пекин — Чжанцзякоу.[1]

## Персоны

### Родились
- 24 апреля в Гжатске родился Юрий Владимирович Ломоносов — русский инженер-железнодорожник, советский государственный деятель, создатель одного из первых в мире тепловозов, впоследствии эмигрировавший из СССР.

### Скончались
26 января (7 февраля) в Москве скончался Фон Мекк, Карл Фёдорович — российский предприниматель, один из основоположников российского железнодорожного транспорта.